# Brereton (Cheshire)
Pour les articles homonymes, voir Brereton.
Brereton est une localité anglaise située dans le comté de Cheshire.